# Abtswind
Abtswind – gmina targowa w Niemczech, w kraju związkowym Bawaria, w rejencji Dolna Frankonia, w regionie Würzburg, w powiecie Kitzingen, wchodzi w skład wspólnoty administracyjnej Wiesentheid. Leży w Steigerwaldzie, około 15 km na północny wschód od Kitzingen, przy autostradzie A3 i drodze B286.

## Demografia
| Rok  | Liczba mieszk. |
| ---- | -------------- |
| 1970 | 681            |
| 1987 | 681            |
| 2000 | 783            |

## Zabytki i atrakcje
- domy z piaskowca
- zamek kościelny z kościołem
- punkt widokowy na górze Wienberg
- Festyny Wina
- Targi Bożonarodzeniowe (2. niedziela adwentu)

## Oświata
(na 1999)

W gminie znajduje się 40 miejsc przedszkolnych (z 42 dziećmi),